# Гирич Анжеліка Іванівна
Анжеліка Іванівна Гирич, до шлюбу Горб (нар. 1 червня 1973, Марганець, Дніпропетровська область) — українська акторка театру і кіно; провідна майстриня сцени театрально-видовищного закладу культури «Київський академічний театр юного глядача на Липках». Заслужена артистка України (2009). Народна артистка України (2017). Лауреатка Премії Кабінету Міністрів України ім. Лесі Українки (2008). 

## Життєпис
У 1995 року закінчила Київський державний інститут театрального мистецтва імені Івана Карпенка-Карого (майстерня професора Миколи Рушковського).
Від 1995 року акторка Київського академічного театру юного глядача на Липках.
Чоловік: театральний режисер Віктор Гирич.

## Ролі у виставах
- Вишневий сад — Раневська Любов Андріївна
- Сирена та Вікторія — Вікторія
- Вовки та … — Купавіна
- Чайка — Аркадіна
- Наше містечко — Місіс Гіббс
- Перетворення — Мама
- СОН — Варвара Рєпніна
- Сон літньої ночі — Титанія
- Роман доктора — Ольга Дмитрівна
- Шалений день — Графиня
- Без вини винні — Олена Іванівна Кручиніна
- Мольєріана — Мадлена Бежар
- Місяць у селі — Наталя Петрівна
- Ромео і Джульєтта — С-ра Капулетті
- Ярмарковий гармидер — Пташка
- Скрудж (Різдвяна пісня у прозі) — Дух 2

## Ролі у кіно
- 2017 — Капітанша —  Ліза
- 2018 — Дві матері — Ольга Завадська
- 2018 — По щучому велінню — Наталія Ковальова, мама Каті
- 2019 — Зустріч однокласників — Єва
- 2019 — Таємниці — Юлія
- 2021 — Бідна Саша — Ганна